# Варсер
Варсер (арм. Վարսեր) — село в Гехаркуникской области Армении.

## География
Село расположено в северо-западной части марза, преимущественно на правом берегу реки Раздан, при автодороге , на расстоянии 35 километров к северо-западу от города Гавар, административного центра области. Абсолютная высота — 1915 метров над уровнем моря.
Климат
Климат характеризуется как умеренно холодный, влажный (Dfb в классификации климатов Кёппена). Среднегодовая температура воздуха составляет 5,2 °C. Средняя температура самого холодного месяца (января) составляет −5,4 °С, самого жаркого месяца (августа) — 15,7 °С. Расчётная многолетняя норма атмосферных осадков — 528 мм. Наибольшее количество осадков выпадает в мае (93 мм).

## Население
| Год переписи | Население          | Население          | Население          | Население            | Население            | Население            |
| Год переписи | Наличное население | Наличное население | Наличное население | Постоянное население | Постоянное население | Постоянное население |
| Год переписи | Всего              | Мужчины            | Женщины            | Всего                | Мужчины              | Женщины              |
| ------------ | ------------------ | ------------------ | ------------------ | -------------------- | -------------------- | -------------------- |
| 2001         | 1626               | 796                | 830                | 1738                 | 858                  | 880                  |
| 2011         | 1794               | 907                | 887                | 1901                 | 974                  | 927                  |

| Год  | Численность | Численность |
| ---- | ----------- | ----------- |
| 1831 | 126         | [ 8 ]       |
| 1897 | 778         | [ 8 ]       |
| 1926 | 1225        | [ 8 ]       |
| 1939 | 1452        | [ 8 ]       |
| 1959 | 1458        | [ 8 ]       |
| 1970 | 1616        | [ 8 ]       |
| 1979 | 1474        | [ 8 ]       |
| 1989 | 1524        | [ 8 ]       |
| 2001 | 1738        | [ 8 ]       |
| 2011 | 1901        | [ 9 ]       |